# 佐藤雅彦 (理論計算機科学者)
佐藤 雅彦（さとう まさひこ、1947年 - ）は、日本の理論計算機科学者。京都大学名誉教授。数理論理学に基づくプログラム理論、定理証明・構成的プログラミング環境の計算機上での実現を研究テーマとしている。
兵庫県神戸市生まれ。神戸市立摩耶小学校、灘中学校・高等学校卒業（厚生労働事務次官を務めた辻哲夫は小学校からの同級生、地震学者の都司嘉宣は中学校の同級生）。1971年東京大学理学部数学科卒業（東大紛争の影響で6月に卒業）。1973年東京大学大学院理学系研究科数学専攻修士課程修了。1974年京都大学大学院理学研究科博士課程単位取得退学。1977年京都大学より理学博士の学位を取得。京都大学数理解析研究所助手、東京大学教養学部数学教室助教授、東京大学理学部情報科学科助教授、東北大学電気通信研究所教授、京都大学大学院工学研究科教授、京都大学大学院情報学研究科教授。2012年定年退任、名誉教授。
東北大学時代に日本語入力システムのSKKを開発していたが、佐藤による開発は2000年に終了宣言を出している。